# Kristijan Rahimovski
Kristijan "Kiki" Rahimovski (Zagreb, 18. srpnja 1981.) hrvatski je pjevač. Poznat je i kao sin bivšeg frontmena poznate grupe Parni valjak, Akija Rahimovskog.

## Studijski albumi
- 100 godina (2016.)
- Stopala  (2019.)

## Nastupi na festivalima

### Radijski festival
- 2009. – "Da mi daš"

### Splitski festival
- 2014. – "Sjeverno"
- 2015. – "Bogu hvala"

### Zagrebfest
- 2014. – "Postoji li mjesto"

### CMC Festival-Vodice
- 2014. – "Korak prekratak"

### Dora
- 2021. – "Zapjevaj, sloboda je" (s Tonijem Cetinskim, 8. mjesto)

### Beogradsko proleće
- 2022. – "Atlantida" (nagrada stručnog žirija za najbolju skladbu)